# Scaptodrosophila setaria
Scaptodrosophila setaria är en tvåvingeart som först beskrevs av Parshad och Singh 1972.  Scaptodrosophila setaria ingår i släktet Scaptodrosophila och familjen daggflugor. Inga underarter finns listade i Catalogue of Life.